# 奥林匹克站 (墨西哥城地铁)
奥林匹克站（西班牙語：Olímpica）是墨西哥城地铁B线的一座地上中间车站，位于墨西哥州埃卡特佩克市卡洛斯·汉克·冈萨雷斯大道与射手大道交汇处。

## 车站命名及标识
车站得名于附近的同名街区。
该站的标志为奥林匹克五环。

## 车站历史
该站于2000年11月30日与延长至埃卡特佩克境内的墨西哥城地铁B线北段一同开通。
2020年4月23日至6月28日，该站曾因墨西哥城公共交通运营中心针对2019冠状病毒病疫情防控所制定的方案而临时关闭。

## 周边重要建筑
- 中心商业广场（西班牙語：Center Plaza）